# Aligermaas eventyr
Aligermaas eventyr er en børnefilm fra 1998 instrueret af Andra Lasmanis efter manuskript af Staffan Julén og Andra Lasmanis.

## Handling
Aligermaa på otte år sidder på en hest, som er hun født på den. Hun bor sammen med far og mor, store- og lillebror i Mongoliet. På de store stepper, hvor vinden suser, og hvor himlen er et uendeligt, farverigt panorama, lever familien i overensstemmelse med den barske og storslåede natur. Men én drøm har Aligermaa til fælles med mange andre jævnaldrende piger i verden. Drømmen om en hest. I Aligermaas verden betyder heste meget, og derfor ser alle frem til det store, årlige hestevæddeløb, hvor alle børnene deltager.